# NGC 3563B
NGC 3563B је лентикуларна галаксија у сазвежђу Лав која се налази на NGC листи објеката дубоког неба.
Деклинација објекта је + 26° 57' 44" а ректасцензија 11h 11m 23,7s. Привидна величина (магнитуда) објекта NGC 3563 износи 13,7 а фотографска магнитуда 14,6. NGC 3563B је још познат и под ознакама MCG 5-27-13, NPM1G +27.0305, KCPG 277A, KCPG 277B, CGCG 156-14, PGC 34012.